# Sextus Propertius
Sextus Aurelius Propertius (circa 47-15 v.Chr.) was een Romeins elegisch dichter en behoorde samen met Ovidius en Tibullus tot de elegiaci.

## Biografie
Sextus Propertius werd geboren tussen 49 en 47 v. Chr. in Umbrië, zeer waarschijnlijk in de plaats Assisi. Het enige wat bekend is over hem heeft hij zelf geschreven, en is dus niet met zekerheid te bevestigen. Zijn familie was van een redelijke rang, maar na de akkerverdeling die in 41. V.Chr. plaatsvond waren ze alles kwijt. De vader van Propertius, een Romeins ridder, overleed toen hij nog een kind was; zijn moeder stuurde hem naar Rome om aan een opleiding tot advocaat te beginnen. Hij begon echter een carrière als dichter.  Deze beslissing nam hij doordat hij een vrouw had ontmoet die hij Cynthia noemde, maar die eigenlijk Hostia heette. Hij werd verliefd op haar en begon gedichten over haar te schrijven. Cynthia beschrijft hij als iemand die veel heeft bereikt in haar leven, een zeer mooie vrouw is met vele minnaars, maar velen hiervan waren mannen die het minder goed hadden getroffen. Propertius was in die tijd iemand die je zou kunnen omschrijven als een gemiddelde man. Hij had een eerdere vrouw gehad, die hij in de gedichten aanduidde als Lycinna. Als dichter vond hij gemakkelijk toegang tot de literaire kring van Maecenas en raakte op die manier bevriend met Vergilius en Ovidius.
Propertius had een kort leven. In zijn verzen hebben we geen chronologische verwijzingen meer na het jaar 16 v. Chr. Hij zou dus in dat jaar of vlak na dat jaar dood zijn gegaan. Wat er precies gebeurde na het laatste werk van Propertius, weet niemand. Het kan heel goed zijn dat hij nog meer heeft geschreven, maar dat het nooit is opgeslagen of is bewaard. Maar aan de andere kant kan het ook heel goed dat hij echt is gestorven en om die reden niets meer heeft kunnen schrijven, maar er is geen doodsbevestiging gevonden. Wat wel zeker is, is dat hij in 2 v. Chr. niet meer in leven was, omdat dat werd verteld in het werk van Ovidius.

## Literaire betekenis
Propertius’ verzen zijn gepassioneerder dan die van Tibullus. Deze dichter was een tijdsgenoot was Propertius en heeft een vergelijkbare schrijfstijl. Propertius schreef zijn gedichten niet in de eenvoud en doorzichtigheid waarin Tibullus schreef.  Hij schreef in gewaagdere taal, zijn gedichten waren minder vloeiend en duister van aard. Propertius had zijn geheel eigen manier van schrijven, waardoor later zijn teksten als 'slecht' Latijn werden beschouwd. Veel geleerden hebben zijn teksten geprobeerd te normaliseren om die reden. In de teksten van Propertius zitten regelmatig Griekse woorden. Propertius had wel een grote verbeeldingskracht en originaliteit. Propertius schreef meeslepende verzen. Propertius staat bekend om zeer karakteristieke, geconcentreerde, metaforische stijl. Hij experimenteerde met uitdrukkingen in zijn teksten, dit maakt het vaak gecompliceerd om te lezen. Zijn verzen waren soms vergezocht en er kwamen soms subtiele geleerde stukken in voor. Dit zorgde ervoor dat het meeslepende effect van zijn verzen afgezwakt werd.
Propertius beschouwde de Alexandrijnen Callimachus en Philetas als zijn leermeesters. In hun gedichten die over actuele onderwerpen gaan kwamen mythologische aspecten voor. Dit deed Propertius ook in zijn gedichten, maar omdat veel van hun werk niet is overgeleverd is het lastig om de invloed van deze dichters op Propertius te bepalen.
N.B. De tekstoverlevering van Propertius' œuvre levert voor de filoloog specifieke moeilijkheden op, doordat verschillende versregels verloren en/of verplaatst zijn.

## De vier boeken"Elegieën"
Propertius wisselt erg tussen stemmingen, haat en liefde/wanhoop en extase. Het ene moment heeft hij het over hoe geweldig Cynthia is, maar het andere over hoe een verschrikkelijk persoon ze eigenlijk is, maar Cynthia blijft voor hem altijd de enige zegt hij. Uit veel gedichten blijkt dat Propertius zelf ook overspel heeft gepleegd, maar als excuus gebruikt hij dat Cynthia hem geen keus liet na alles wat ze hem had aangedaan, zo laat hij aan ons blijken in zijn gedichten. Het eerste boek van zijn gedichten werd door het lezerspubliek enthousiast ontvangen, en dit bezorgde hem zijn toegang tot de kring van Maecenas. Maecenas was de minister van Propaganda onder het bewind van Augustus. Maecenas kon zijn verplichtingen niet verzuimen en moest wel aan Propertius vragen of hij teksten kon schrijven die het bestuur van Augustus nog populairder zou maken. Vanaf dat moment zocht Propertius naar excuses en compromissen om geen propaganda te hoeven schrijven. Waar dit eerste boek de verliefdheid van de dichter schildert, vindt de lezer in het tweede een grotere variatie van stemmingen, en duiken soms ook zinspelingen op de mogelijke ontrouw van zijn Cynthia op. In het derde boek treedt Cynthia meer op de achtergrond: ook andere thema's komen aan het licht, al blijft ook alles rond het thema liefde cirkelen. Over de boeken 1 tot en met 3 deed Propertius ongeveer 8 jaar.  Het vierde boek staat los van de Cynthia-cyclus en bevat een geheel ander soort gedichten. Propertius is van alle Romeinse dichters een van de meest gefrustreerde. In zijn eerste drie boeken kun je lezen dat hij een erotische obsessie heeft. Bij zijn gedichten is het moeilijk te zien waar een gedicht ophoudt en het volgende begint. Vooral in boek 11 is dit onduidelijk. Doordat Propertius een eigen taalgebruik heeft, worden zijn gedichten soms voor slecht latijn aangezien. Generaties kopiisten en geleerden hebben aan de gedichten gewerkt om ze enigszins te normaliseren. Modernere lezers nemen vaak de teksten aan voor wat ze zijn maar minder ruimdenkende mensen uit de middeleeuwen veranderde veelal stukken uit de teksten.
- Boek 1:

22 elegieën die elk uit ongeveer vijftien verzen bestonden. Dit boek ging vooral over de verliefdheid, en dat is ook meteen te zien aan het eerste woord dat in het boek voorkomt (Cynthia, Cynthia prima suis miserum me cepit ocellis, contactum nullis ante cupidinibus). Propertius is erg geobsedeerd geraakt door deze vrouw. In het eerste boek blijkt dat Propertius in de mythische wereld verzeild is geraakt, doordat hij in Cynthia dingen zocht(loyaliteit, puurheid en eerlijkheid) die hij niet kon vinden en daardoor teleurgesteld werd. De ervaringen die hij met deze vrouw heeft, deelt hij met zijn vrienden Bassus, Gallus, Tullus en Ponticus. Propertius schrijft ook rechtstreeks tot de vrouw van zijn dromen. In het ene gedicht schrijft Propertius erg positief over zijn geliefde, de andere keer is hij erg ontevreden over haar ontrouw en maakt hij haar belachelijk en zwart. In dit boek gaat het verder ook nog over de staat waar Octavianus mee bezig was om te creëren na zijn overwinning in Actium (31 v.Chr.). Het boek werd zelf gepubliceerd in 28 v. Chr. en staat ook wel bekend onder de Griekse naam Monobiblos, wat ‘enige boek, of op zichzelf staand boek' betekent.
- Boek 2:

34 elegieën die elk uit ongeveer twintig verzen bestonden. In dit boek kwam het contact met Maecenas naar voren, die hem tot zijn kringen had toegelaten na het lezen van zijn eerste werk. De hoofdpersoon in dit boek is nog steeds Cynthia, met al haar liefdes en afwijzingen. In boek 2 is er bewijs gevonden van de druk die Maecenas op Propertius uitoefent om positief over het regime te schrijven. Het tweede boek begint met een weigering. Een elegante maar vastberaden afwijzing. Propertius verklaart zichzelf niet in staat om de taak van profeet op zich te nemen door propaganda voor het bestuur van keizer Augustus te schrijven. Propertius houding is in boek twee veranderd ten opzichte van boek 1. Hij schrijft complexer en is minder recht door zee. Dit boek werd zo rond 25 v. Chr. geschreven. 
- Boek 3:

25 elegieën die in totaal uit tweeduizend verzen bestonden. Het boek gaat nog steeds over zijn geliefde Cynthia, maar wordt overschaduwt door de scheiding tussen Propertius en Cynthia. Naast de liefde gaat het ook over het regime van keizer Augustus, waarin hij hem goede dingen wenst voor de strijd tegen de Perzen. In dit boek ligt de aandacht van Propertius ook meer op de sterfelijkheid en over het leven binnen de officiële kringen van de leider. Dit boek werd zo rond 22 v. Chr. geschreven. 
- Boek 4:

Elf elegieën die in totaal uit zo’n duizend verzen bestonden. Er gaan maar slechts twee gedichten over Cynthia, die vooral negatief over haar spreken. In het laatste boek behandelt Propertius in plaats van de gebruikelijke liefdes onderwerpen, nu mythologische of actuele onderwerpen, zoals het verhaal van Tarpijn, die Romulus zou hebben verraden, of de slag bij Aticum en het verhaal van Cornelia, de overleden dochter van Augustus, die hem vraagt niet om haar te treuren.  Hij dicht over onder andere Apollo, de persoonlijke beschermgod van Augustus. Dit boek werd ongeveer in 16 v. Chr. geschreven, slechts een jaar voor zijn dood.

## Nederlandse vertalingen
- Propertius, Cynthia. Een Romeinse romance, vert. Paul Claes, 2023. ISBN 9789463404082 (eerste boek)
- Propertius, Liefdesgedichten, vert. Mieke de Vos, 2012. ISBN 9789079433803 (eerste boek, tweetalig Nederlands-Latijn, in vrije verzen)
- Propertius, Elegieën, vert. W.A.M. Peeters, 1991. ISBN 9789026311222 (in hexameters)